# Garn Stephens
Garn Stephens (Tulsa, 7 novembre 1944 – 14 aprile 2023) è stata un'attrice e sceneggiatrice statunitense.

## Biografia
Debuttò a Broadway nel 1971 nella pièce Father's Day e nel 1973 ha cantato il ruolo di Jan nella produzione originale del musical Grease a New York. Nel 1973 recitò nella prima del musical di Stephen Sondheim A Little Night Music a Boston, ma nel mezzo delle repliche fu licenziata e rimpiazzata con D'Jamin Bartlett. Iniziò allora a lavorare in televisione, prima come attrice e poi sceneggiatrice. Per la sua sceneggiatura di un episodio di A cuore aperto fu candidata al Premio Emmy nel 1983.

## Vita privata
Fu la prima moglie dell'attore Tom Atkins.

## Filmografia parziale

### Attrice

#### Cinema
- I ragazzi irresistibili (The Sunshine Boys), regia di Herbert Ross (1975)
- Halloween III - Il signore della notte (Halloween III: Season of the Witch), regia di Tommy Lee Wallace (1982)

#### Televisione
- Arcibaldo (All in the Family) – serie TV, 1 episodio (1975)
- Phyllis – serie TV, 24 episodi (1976-1977)
- Charlie's Angels – serie TV, 1 episodio (1978)
- Barney Miller – serie TV, 1 episodio (1978)
- Casa Keaton (Family Ties) – serie TV, 1 episodio (1984)
- Falcon Crest – serie TV, 1 episodio (1990)
- In viaggio nel tempo (Quantum Leap) – serie TV, 1 episodio (1993)

### Sceneggiatrice
- A cuore aperto (St. Elsewhere) – serie TV, 1 episodio (1983)
- Trapper John (Trapper John, M.D.) – serie TV, 2 episodi (1983-1985)
- Hotel – serie TV, 1 episodio (1986)